# Coky Giedroyc
Coky Giedroyc (* 6. Februar 1963 in Kowloon) ist eine englische Regisseurin. Ihre bekanntesten Werke sind der Vierteiler Elizabeth I – The Virgin Queen, Die Weihnachtsgeschichte – Das größte Wunder aller Zeiten und die Fernsehserie Harlots – Haus der Huren.

## Leben
Coky Giedroyc wuchs im britischen Leatherhead in der Grafschaft Surrey auf. Ihr Vater war Michal Giedroyc (1929–2017), ein Historiker polnisch-litauischer Abstammung aus der Adelsfamilie Giedroyć, der 1947 nach England kam. Ihre Mutter Rosy ist englischer Abstammung. Ihre jüngere Schwester Mel Giedroyc ist Fernsehmoderatorin. Ihre andere Schwester, Kasia, ist eine Kinderbuchautorin, die später den Diplomaten Philip Parham heiratete.
Giedroyc heiratete mit 21 ihren ersten Ehemann und hatte mit ihm einen gemeinsamen Sohn. Nach der Scheidung heiratete sie 1998 den Produktionsdesigner Sir Thomas Weyland Bowyer-Smyth, 15. Baronet, mit dem sie zwei Kinder hat.

## Karriere
Giedroyc besuchte die Bristol University und begann bei mehreren Filmen Regie zu führen.
2007 wurde sie zusammen mit Paula Milne und Paul Rutman für den BAFTA-Preis für Elizabeth I – The Virgin Queen nominiert. Lon erhielt sie auch für Die Weihnachtsgeschichte – Das größte Wunder aller Zeiten, obwohl die Geschichte einige kontroverse Elemente aufwies, die aufgrund ihrer modernen Dramatisierung der Geburt Christi zu Debatten zwischen Christen führten. Giedroyc inszenierte bisher fast 40 Filme und Serienepisoden, darunter den Film Johanna – Eine (un)typische Heldin und Serien wie Silent Witness, Blackpool, Sherlock, The Hour, Penny Dreadful, The Killing, Reckless, Harlots – Haus der Huren, Gypsy, oder auch Seven Seconds.
Im Juni 2021 gewann Giedroyc ihren zweiten BAFTA für die beste Serie für ihre Arbeit an der Serie Save Me.

## Filmografie (Auswahl)
- 2004: Blackpool (Fernsehserie)
- 2005: Elizabeth I – The Virgin Queen (The Virgin Queen, Fernsehfilm)
- 2010: Sherlock (Fernsehserie)
- 2010: Die Weihnachtsgeschichte – Das größte Wunder aller Zeiten (The Nativity)
- 2011: The Hour (Fernsehserie)
- 2014: Penny Dreadful (Fernsehserie)
- 2014: The Killing (Fernsehserie)
- 2014: Reckless (Fernsehserie)
- 2015–2017: Silent Witness (Fernsehserie)
- 2017: Gypsy (Fernsehserie)
- 2017: Harlots – Haus der Huren (Harlots)
- 2018: Seven Seconds (Fernsehserie)
- 2019: Johanna – Eine (un)typische Heldin (How to Build a Girl)
- 2020: Save Me
- 2025: A Thousand Blows (Fernsehserie)